# Nhandu chromatus
Nhandu chromatus är en spindelart som beskrevs av Schmidt 2004. Nhandu chromatus ingår i släktet Nhandu och familjen fågelspindlar. Inga underarter finns listade i Catalogue of Life.